# Кучичи (община Требине)
Кучичи (на сръбски: Кучићи) е село в Босна и Херцеговина, разположено в община Требине, в ентитета на Република Сръбска. Населението му според преброяването през 2013 г. е 25 души, от тях: 25 (100,00 %) сърби.

## Население
Численост на населението според преброяванията през годините:
- 1961 – 21 души
- 1971 – 24 души
- 1981 – 14 души
- 1991 – 13 души
- 2013 – 25 души